# Capella de Sant Nicolau
L'ermita de Sant Nicolau, dins del terme municipal de Sabadell, es troba a la banda esquerra del riu Ripoll, al costat del cementiri de Sabadell i en el barri anomenat Sant Nicolau en al·lusió a l'ermita. És una de les quatre esglésies romàniques que hi ha a la ciutat i avui és propietat de l'Ajuntament de Sabadell.
L'ermita dona nom a l'Escola Sant Nicolau, situada al centre de Sabadell.

## Descripció
La Capella de Sant Nicolau es creu que era el braç dret de la creu de la parròquia de Sant Feliu d'Arraona. Està emplaçada sobre abundants restes romanes. Consta d'un petit oratori rectangular amb una petita nau transversal, té una volta de canó encanyissada i en un extrem, un portal de punt rodó que comunicava amb la nau central i lateral. El portal d'entrada a l'església es troba tapiat. Els paraments són llisos de dalt a baix i en els de llevant s'obren dues finestres en forma de creu llatina, a migjorn hi ha una finestra de punt rodó.

## Història
Les primeres dates documentals remeten a l'any 1039 i es tracta d'un testament jurat que feu Sendred, damunt l'altar de Sant Pau Apòstol de l'Església de Sant Feliu d'Arraona. L'església fou bastida sobre les terres dominades per l'alou dels monjos benedictins de Sant Cugat del Vallès. A partir del segle xiii l'església caigué en decadència, era l'hora de la supremacia del terme urbà sobre el rural. En el segle xv l'església fou donada a la família dels Rosseta, la qual construí un mas a les seves parets, el Mas Isern. L'any 1815 la capella fou tancada al culte i finalment, el 4 de setembre de 1927, la corporació municipal –presidida per l'alcalde Esteve M. Relat– acordà adquirir ermita i terres per 3.000 pessetes al propietari del moment, Antoni Vilet. El 1928 Ajuntament reconstruí la capella.